# Воронцовка (посёлок, Свердловская область)
Воронцо́вка — посёлок в муниципальном округе Краснотурьинск Свердловской области России. С 1947 по 2004 год Воронцовка имела статус рабочего посёлка (посёлка городского типа).

## География
Воронцовка расположена в 13 километрах к югу от города Краснотурьинска, в 9 километрах к юго-востоку от железнодорожной станции Воронцовка на линии Серов — Североуральск. При железнодорожной станции существовал одноимённый посёлок Воронцовка, упразднённый 27 февраля 2007 года.

## История
Посёлок образован в 1894 году в связи с разработкой Воронцовского железорудного месторождения, с запасами высококачественных красных железняков.
По одной из версий, рудник получил своё название в честь одного из управляющих Богословским горным округом В. В. Воронцова, при энергичной поддержке которого были приведены в исполнение планы разведочных работ.
В 1939 году была открыта шахта «Северная», затем «Южная» и «Наклонная».
2 апреля 1947 года указом Президиума Верховного Совета РСФСР населённый пункт Воронцовка Серовского района отнесён к категории рабочих поселков и подчинён Краснотурьинскому городскому Совету.
В 1958 году окончено строительство шахты «Новая».
В 1968 году в трёх километрах от Воронцовки была открыта шахта «Северопесчанская».
В 1976 году в районе посёлка началась разработка россыпного месторождения золота Южно-Заозерским прииском.
31 декабря 2004 года рабочий посёлок Воронцовка отнесён к категории сельских населённых пунктов.

## Население
| 1959 | 1970  | 1979  | 1989  | 2002 | 2010 |
| ---- | ----- | ----- | ----- | ---- | ---- |
| 3201 | ↘2148 | ↘1677 | ↘1191 | ↘999 | ↘870 |

## Известные люди
20 марта 1910 года в посёлке родился знаменитый лётчик Герой Советского Союза Анатолий Константинович Серов (погиб 11.05.1939).
8 апреля 1955 года в посёлке родился Заслуженный военный лётчик РФ генерал-лейтенант Сокерин Виктор Николаевич.